# Bernard Vauquois
Pour les articles homonymes, voir Vauquois (homonymie).
Bernard Vauquois (Paris, 14 juin 1929 - 30 septembre 1985) est un mathématicien et informaticien français. Il est le pionnier de la traduction automatique (TA) en France. Il fut professeur à la faculté des sciences de Grenoble où il fonda, avec l'aide de Jean Kuntzmann, le Centre d'Études sur la Traduction Automatique (devenu plus tard le GETA puis GETALP). 

## Biographie
Bernard Vauquois est d'abord chercheur au CNRS de 1952 à 1958 à l'Institut d'astrophysique de l'observatoire de Meudon, après avoir effectué des études de mathématiques, de physique et d'astronomie. Dès 1957, son programme de recherche porte aussi sur les méthodes appliquées à la physique du point de vue des calculateurs électroniques et il enseigne la programmation aux physiciens. Ce double intérêt pour l'astrophysique et les calculateurs électroniques se reflète dans le sujet de thèse et dans celui pour la thèse complémentaire en sciences physiques qu'il soutient en 1958.
À 31 ans, en 1960, il fut nommé professeur d'informatique à l'Université de Grenoble. Avec les professeurs Jean Kuntzmann et Noël Gastinel, il y débute les activités sur l'informatique. À cette époque, il travaillait également sur la définition du langage informatique ALGOL-60.
En 1960 également, il a fondé le CETA (Centre d'Étude pour la Traduction Automatique), devenu plus tard le GETA (Groupe d'Étude pour la Traduction Automatique) puis actuellement GETALP, équipe du Laboratoire d'informatique de Grenoble, et montra bientôt son don pour la compréhension rapide, la synthèse et l'innovation, ainsi que son goût pour la communication personnelle à travers les frontières et les barrières linguistiques.
Après avoir visité un certain nombre de centres, principalement aux États-Unis, où la recherche en TA a été menée, il a analysé les défauts de l'approche «première génération» puis a évalué le potentiel d'une nouvelle génération basée sur la grammaire et la théorie des langages formels, et a proposé une nouvelle approche, fondée sur un «pivot» représentationnel, et sur l'utilisation des systèmes de règles (déclaratives) permettant de transformer une phrase séquentielle d'un niveau de représentation à l'autre. Il a dirigé le CETA dans la construction du premier grand système de deuxième génération, appliqué au russe-français, de 1962 à 1971.
À la fin de cette période, l'expérience accumulée l'a amené à corriger quelques défauts de l'approche «pure» déclarative et interlinguale, et à utiliser des techniques de programmation heuristique, mises en œuvre avec les grammaires procédurales écrites dans des LSPLs (langages spécialisés pour la programmation linguistique) qui ont été développés sous sa direction, et intégrées dans le système de traduction automatique ARIANE-78.
Il semble que, chaque fois qu'il a lancé un nouveau projet, il a aussi créé un nouveau concept utile. En 1974, au moment où il a cofondé le laboratoire Leibniz, il a proposé ses désormais célèbres «descripteurs de structures multiniveaux» pour les unités plus grandes que la traduction des phrases. Cette idée, prémonitoire des travaux théoriques postérieurs (Ray Jackendoff, Gerald Gazdar (en)) est toujours la pierre angulaire de tous les linguiciels de traduction automatique construits par le GETA et le projet de TA national français.
La dernière contribution de Bernard Vauquois fut l'invention de la notion de «grammaire statique», en 1982-83, au cours du projet ESOPE, phase préparatoire du projet de TA national français. 
Il a certainement été un personnage clé dans le domaine de la linguistique informatique, non seulement en France et en Europe, mais aussi à travers le monde. Au CNRS, il sera en 1963 membre de la section 22 du Comité national : « Linguistique générale, langues moderne et littérature comparée », puis, en 1969, de la section 28 : « Linguistique générale, langues et littératures étrangères ». Dès 1965, il est vice-président de l'ATALA (Association pour le traitement automatique des langues). Il en sera le président de 1966 à 1971. Il sera un des fondateurs, également en 1965, de l'ICCL (International Committee on Computational Linguistics (en)), qui organise les conférences COLING. Il en sera président de 1969 à 1984.
Depuis la France, il a souvent collaboré avec d'autres pays (notamment au Canada, États-Unis, URSS, Tchécoslovaquie, Japon, Chine, Brésil, Malaisie et Thaïlande), en travaillant sur la spécification et la mise en œuvre des grammaires et des dictionnaires. Il a par exemple commencé à coopérer avec la Malaisie en 1979, ce qui a conduit à la création du Projete Terjemaan Automatic, avec un premier prototype de système de TA anglais-malais, démontré en 1980.
Bernard Vauquois a dirigé une vingtaine de thèses de doctorat, la plupart concernant les aspects formels des langues naturelles et langages artificiels, avec une emphase sur la traduction automatique.

## Triangle de Vauquois
Le triangle de Vauquois est modèle conceptuel et un diagramme illustrant des approches possibles à la conception de systèmes de traduction automatique, proposé pour la première fois en 1968. 

Différentes illustrations du triangle de Vauquois, de la plus élémentaire à la plus détaillée.
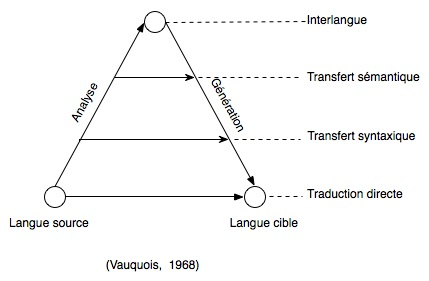
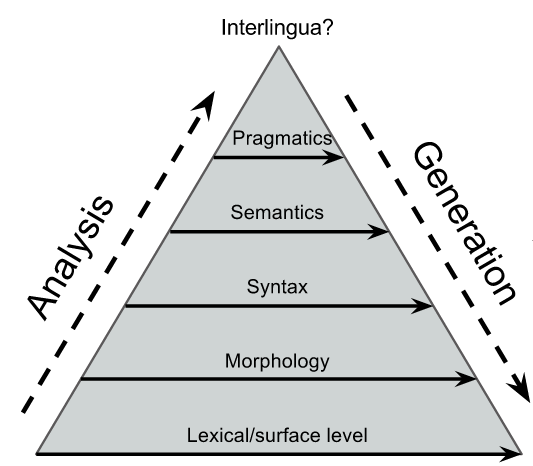
Triangle de Vauquois, version de 1985.

## Publications
- Christian Boitet (dir.), Bernard Vauquois et la TAO : vingt-cinq ans de traduction automatique : analectes, Centre national de la recherche scientifique, 1989, 718  p.  (ISBN 2-9503-0890-2 et 978-2-9503-0890-0)
- (en) Bernard Vauquois « The approach of GETA to automatic translation. Comparison with some other methods », dans International Symposium on Mechanical Translation, Riyadh, March 1985, 67  p.
- (en) Bernard Vauquois, Christian Boitet « Automated Translation at Grenoble University », dans Computational Linguistics vol. 11(1), 1985, p. 28-36
- Bernard Vauquois, « Modèles pour la traduction automatique », dans Mathématiques et Sciences Humaines, vol. n° 34, 1971,  p. 61-70
- Bernard Vauquois, « Traduction automatique des langues », dans Techniques de l'Ingénieur, 1970, 5  p.
- (en) Bernard Vauquois, « A survey of formal grammars and algorithms for recognition and transformation in mechanical translation », dans IFIP Congress (2), 1968,  p. 1114-1122
- (en) John W. Backus, Friedrich L. Bauer, Julien Green, C. Katz, John McCarthy, Alan J. Perlis, Heinz Rutishauser, Klaus Samelson, Bernard Vauquois, Joseph Henry Wegstein, Adriaan van Wijngaarden, Michael Woodger, Peter Naur, « Revised report on the algorithm language ALGOL 60. Commun. », dans ACM vol. 6(1), 1963, p. 1-17
- (en) John W. Backus, Friedrich L. Bauer, Julien Green, C. Katz, John McCarthy, Alan J. Perlis, Heinz Rutishauser, Klaus Samelson, Bernard Vauquois, Joseph Henry Wegstein, Adriaan van Wijngaarden, Michael Woodger « Report on the algorithmic language ALGOL 60. Commun », dans ACM vol. 3(5), 1960, p. 299-314
- (en) J. Poyen, Bernard Vauquois, « À propos d'un langage universel », dans IFIP Congress, 1959, p. 132-137
- Bernard Vauquois, Première thèse : Étude de la composition lentement variable du rayonnement radio-électrique solaire. Deuxième thèse : Arithmétisation de la logique et théorie des machines. Thèse d'État, Paris, 1958, 62  p.